# Servais Albert Xhrouet
Servais Albert Xhrouet (1673-1739) est un graveur originaire de Spa dans la principauté de Liège. Frère puîné du peintre Mathieu-Antoine Xhrouet, il fut aussi capitaine du bourg de Spa.
On retient de lui qu’il incisa notamment le cuivre qui représente le monument donné au bourg de Spa par le tsar Pierre le Grand en 1718 et qui figure dans le Recueil des bourgmestres de Liège en 1720. Cette gravure fut reproduite en lithographie en 1840. Le pouhon le plus connu de Spa prit le nom Pierre le Grand en 1820 à l'époque du royaume uni des Pays-Bas. On retrouve aussi dans l'ouvrage de J. F. Bresmal, Les Eaux du Pays de Liège, 1721, 164 pp., F. Alexandre Barchon, 6 planches gravées (sur 7) de G. Duvivier et Servais Xhrouet, « qu'il est rare de les y trouver réunies », dont 2 curieuses figures de médecins qui visitent les pestiférés et 1 vue dépliante des bains de Chaudfontaine près de Liège.